# Facetartrose

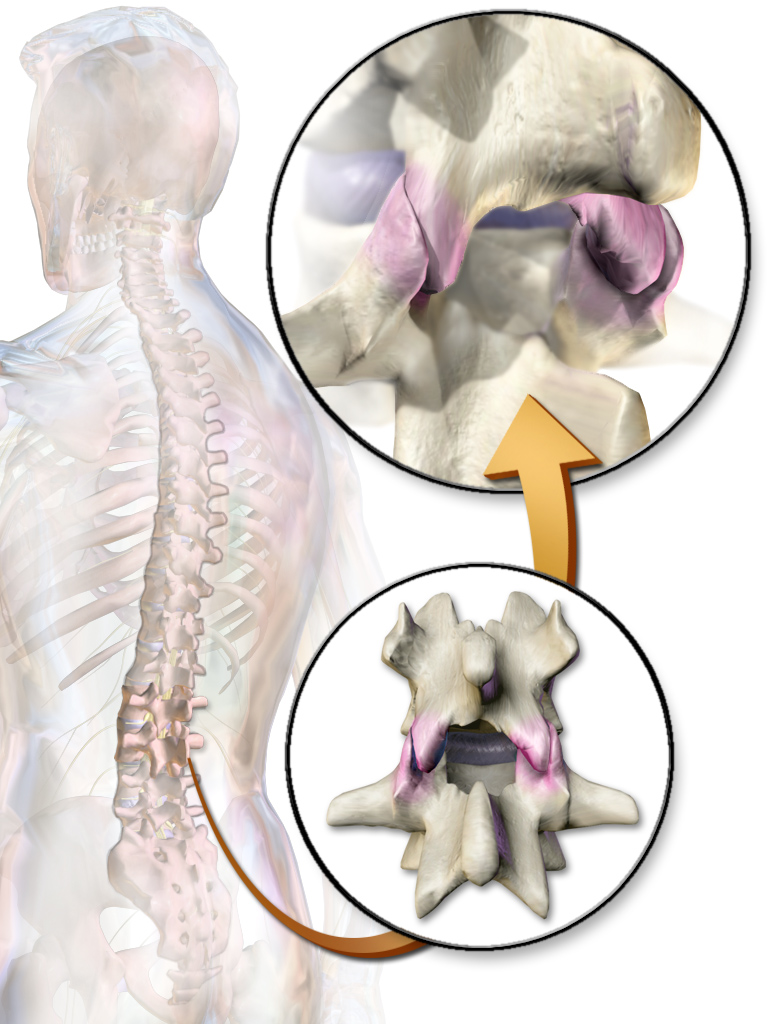
facetgewrichtjes in de wervelkolom

Facetartrose is slijtage (artrose) van de facetgewrichtjes van de ruggenwervels. Deze komen meestal voor in de lage rug of in de hals.
De wervels steunen met steeds twee gewrichtjes op de onderliggende wervel. Soepel en pijnloos bewegen van de wervels ten opzichte van elkaar wordt mogelijk door het kraakbeen op de gewrichtjes en synoviale vloeistof als smeermiddel. Als door slijtage (ouderdom) het kraakbeen dunner wordt of verdwijnt en de hoeveelheid synoviale vloeistof minder wordt, kan bewegen pijnlijk worden. Artrose kan leiden tot een ontsteking, en wordt dan artritis genoemd, in het geval van facetartrose dus facetartritis.
Lumbale facetartrose (artrose in de lendenwervels) is een mogelijke oorzaak van (chronische) lage rugpijn (facetsyndroom).

## Behandeling
Zoals bij alle vormen van artrose is er geen genezing bekend. Kraakbeen dat verdwenen is komt niet meer terug. 
Behandeling bestaat zodoende uit rust en kinesitherapie. Er zijn oefentherapiën die facetartrose verlichten. Injecties met corticosteroïden kan in bepaalde ernstige gevallen verlichting geven.